# (3859) Börngen
(3859) Börngen ist ein Asteroid des Hauptgürtels, der am 4. März 1987 vom US-amerikanischen Astronomen Edward L. G. Bowell an der Anderson Mesa Station (IAU-Code 688) des Lowell-Observatoriums in Coconino County entdeckt wurde.
Der Asteroid wurde nach dem deutschen Astronomen und Asteroidenentdecker Freimut Börngen benannt, der an der Thüringer Landessternwarte Tautenburg mehr als 500 Asteroiden identifizierte.